# Krzysztof Kisiel (piłkarz ręczny)
Krzysztof Kisiel (ur. 19 lipca 1969 w Serocku) – asystent trenera Wisły Płock, piłkarz ręczny, przez większość kariery związany z płocką Wisłą.

## Kariera sportowa
Grał w szczypiorniaka przez 24 lata, od 11 roku życia. Z Wisłą Płock zdobył aż 19 medali mistrzostw Polski. Na ławce trenerskiej Kisiel po raz pierwszy zasiadł w maju 2000 r., kiedy w Wiśle zwolniono Bogdana Zajączkowskiego (prowadził wtedy nafciarzy w dwóch ostatnich meczach sezonu i finale Pucharu Polski). Na początku 2004 r. został drugim szkoleniowcem płocczan – asystentem Bogdana Kowalczyka. W sezonie 2004/2005 prowadził zespół samodzielnie – zdobył wtedy Puchar Polski i mistrzostwo kraju. Rok później jego drużyna świętowała kolejny tytuł mistrzowski. Od sezonu 2006/2007 przez trzy lata był trenerem w Piotrkowie Trybunalskim. W sezonie 2009/2010 trenował Traveland Olsztyn. W roku 2010 wrócił do Płocka jako asystent trenera Larsa Walthera. Sprawował tę funkcję trzy lata. Gdy Walther zrezygnował z roli szkoleniowca drużyny Wisły Płock, Kisiel przejął jego funkcję. Sprawował ją do pierwszego lipca 2013, po czym został ponownie asystentem, tym razem trenera Manolo Cadenasa.